# Louise Simonson
Pour l’article homonyme, voir Simonson.
Compléments
Power Pack, X-Factor, New Mutants, Superman: The Man of Steel, Steel, World of Warcraft
Louise Simonson, née Mary Louise Alexander, (née le 26 septembre 1946) est une scénariste et rédactrice américaine de comics. Elle est surtout connue pour son travail sur les comic books Power Pack, X-Factor, New Mutants, Superman: The Man of Steel et Steel. Elle est souvent désignée par le surnom de « Weezie ». C'est l'une des auteurs de La mort de Superman chez DC Comics.

## Carrière

### Éditrice
En 1974, Jones a commencé sa carrière professionnelle chez Warren Publishing. Elle est allée du poste d'assistante à celui d'éditrice de la ligne de comics (Creepy, Eerie et Vampirella) avant de quitter la société à la fin de l'année 1979.
En janvier 1980, elle rejoint Marvel Comics, où elle a d'abord travaillé comme directice de publication, plus particulièrement sur Uncanny X-Men, qu'elle a édité pendant près de quatre ans (# 137-182). Simonson (sous le nom de Louise Jones) a supervisé un autre spin-off de la série X-Men, The New Mutants vol. 1. Au cours de cette période, elle a dirigé d'autres titres Marvel comme les bandes dessinées Star Wars et Indiana Jones.

### Scénariste

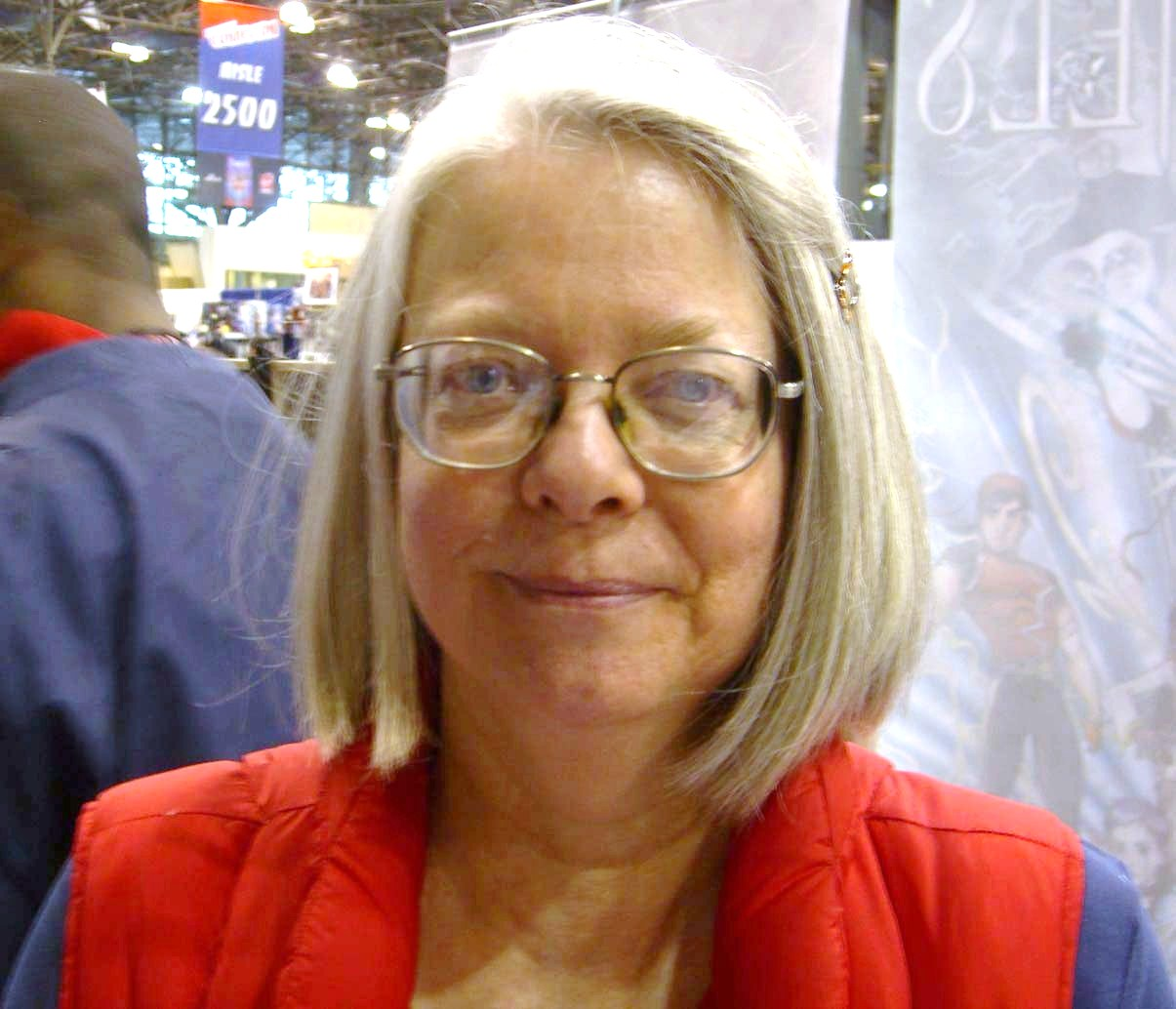
Louise Simonson. Photo prise à la New York Comic Convention 2008.

À la fin de l'année 1983, elle quitte son emploi de rédactrice en chef chez Marvel Comics et s'essaye à l'écriture à plein temps sous le nom de Louise Simonson. Avec June Brigman au dessin, elle crée la série de comic books Power Pack qui a remporté un Eagle Award. Le titre, qui a débuté en août 1984, met en vedette les aventures de quatre super-héros préadolescents,. Simonson a écrit la plupart des quarante premiers titres, et à même colorier le numéro 18. Durant cette période, son travail d'écriture sur les titres Marvel comprend aussi Starriors, Marvel Team-Up, Web of Spider-Man et Red Sonja.
En 1986, Simonson a travaillé en tant que scénariste de X-Factor, un spin-off des X-Men. Dans le numéro 6, son premier travail sur le titre, elle et l'artiste Jackson Guice introduisent Apocalypse, un personnage qui allait jouer un rôle majeur dans la franchise X-Men. À partir du numéro 10, elle a été rejointe par son mari, Walt Simonson qui a travaillé en tant que dessinateur. Dans le numéro 25, les créateurs transforment le personnage Angel qui acquiert une peau bleue et des ailes en métal, il est rebaptisé Archangel. Son passage sur le titre X-Factor inclut les arcs narratifs Mutant Massacre, Fall of the Mutants et Inferno. Elle quitte la série avec le numéro 64 en 1991.
En 1987, elle devient scénariste de New Mutants à partir du numéro 55, elle écrit pendant trois ans et demi sur le titre jusqu'au numéro 97 en 1991. Ce fut pendant cette période qu'elle et artiste Rob Liefeld introduisent Cable, un autre personnage important de la franchise X-Men. Louise Simonson a aidé son mari Walt pour colorier Marvel Graphic Novel #6 - Star Slammers. En 1988-1989, elle et son mari coécrivent Havok & Wolverine: Meltdown série limitée illustrée par Jon J. Muth et Kent Williams qui a été félicitée par les critiques.
En 1991, Simonson commence à écrire pour DC Comics. Elle, l'artiste Jon Bogdanove, et le rédacteur en chef Mike Carlin lancent un nouveau titre sur Superman, Superman: The Man of Steel - titre qu'elle écrira pendant huit ans jusqu'au numéro 86 en 1999. Durant cette période, Simonson a été l'une des architectes de La Mort de Superman histoire dans laquelle Superman trouve la mort, puis est ressuscité. Dans Superman: The Man of Steel # 19, Simonson et Bogdanove introduisent le personnage Steel, qui a obtenu son propre titre en 1993, avec Simonson en tant que scénariste jusqu'au numéro 31. En 1997, le personnage a été adapté dans un long-métrage homonyme, Steel, réalisé par Kenneth Johnson et avec Shaquille O'Neal interprète le rôle-titre.
En 1999, Simonson retourne chez Marvel pour écrire une série intitulée Warlock centré sur un personnage de son travail précédent sur New Mutants. Cette même année, elle a écrit la mini-série Galactus the Devourer dans laquelle Galactus meurt temporairement.
En 2005, elle écrit des histoires mettant en scène Magnus l'anti robot pour l'éditeur iBook. En 2007, Simonson a écrit un one shot avec le personnage Magik des Nouveaux Mutants dans le cadre d'une mini série de quatre comics sous le nom Mystic Arcana,. En 2008-2009, elle a écrit plusieurs numéros de Marvel Adventures. Elle a également coécrit avec son mari des numéros de la bande dessinée World of Warcraft pour Wildstorm, sur la base du jeu de rôle en ligne massivement multijoueur d'Internet, et une histoire au format manga, basé sur l'univers de Warcraft, pour Tokyopop. En 2015, elle scénarise pour DC Comics une mini-série mettant en scène Steel et Gen 13 et à cette occasion elle retrouve la dessinatrice June Brigman.

## Vie personnelle

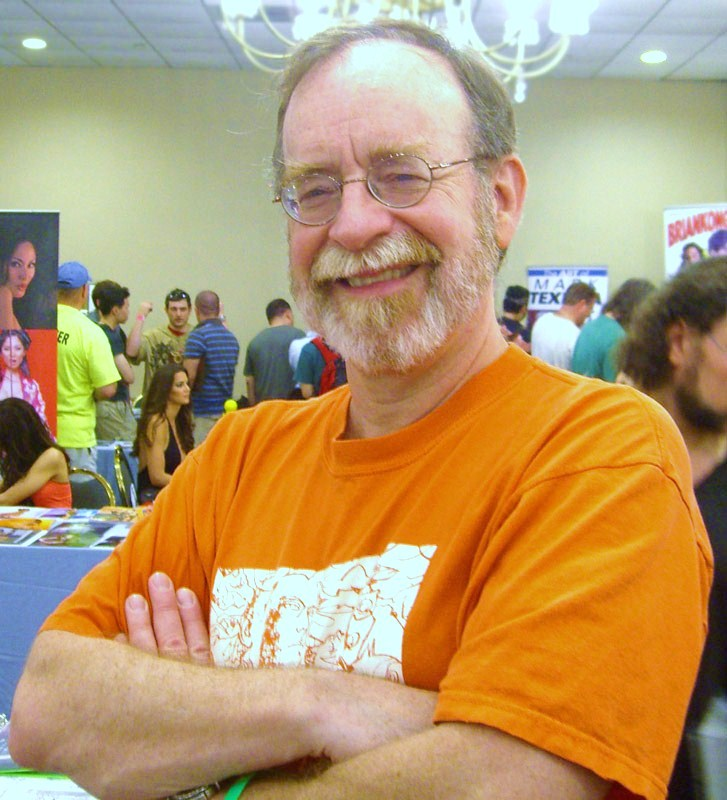
Le scénariste et dessinateur Walter Simonson est le second mari de Louise Simonson. Photo prise par Luigi Novi au Big Apple Summer Sizzler de 2009

En 1964, alors qu'elle étudiait au Georgia State College, Louise a rencontré Jeff Jones, un étudiant avec qui elle s'est mariée en 1966. Leur fille Julianna est née l'année suivante.
Après l'obtention du diplôme, le couple s'installe à New York. Louise sert de modèle à l'artiste Berni Wrightson pour la couverture de  House of Secrets  # 92 (juin-juillet 1971) de  DC Comics, la première apparition de Swamp Thing et a été embauché par McFadden-Bartell, un éditeur de magazines et y a travaillé pendant trois ans. Elle et Jeff Jones se séparent durant cette période, mais elle a continué à utiliser le nom de Louise Jones pendant plusieurs années.
Louise a rencontré le scénariste et dessinateur de bande dessinée Walter Simonson en 1973 et le couple a commencé à se fréquenter en août 1974. Ils se sont mariés en 1980,.

## Publications
Cette section présente une bibliographie non exhaustive de ses travaux.

### En tant que scénariste
| Marvel Comics - Galactus the Devourer #1-6 (1999) - Havok & Wolverine: Meltdown (1988) - Marvel Adventures - Marvel Team-Up #149-150 (1972) - Mystic Arcana: Magic (2007) - The New Mutants #55-97 (1987-1991) - Power Pack #1-41 (1984-1988) - Red Sonja vol. 3 #8-13 (1985-1986) - The Sensational She-Hulk #29-30 (1991) - Starriors #1-4 (1994) - Warlock #1-9 (1999-2000) - Web of Spider-Man #1-3 (1985) - X-Factor #6-64 (1986-1991) - X-Terminators #1-4 (1988) | DC Comics - Adventures of Superman #500 (1993) #568-569, #571 (1999) - Detective Comics #635-637 (1991) - The New Titans #87 (1992), #94-96 (1993) - Superman: Man of Tomorrow #0-86 (1991-1999) - Superman: The Man of Steel #11-14 (1998-1999) - Steel #0-31 (1994-1996) - Wonder Woman #600 (2010) Autres - Magnus, Robot Fighter - Star Wars: River of Chaos #1-4 (1995, Dark Horse Comics) - World of Warcraft #15-25 (2009-2010) |  |

### En tant que responsable de publication
- Creepy
- Eerie
- Indiana Jones
- Longshot
- Uncanny X-Men
- Vampirella

### Autres
- DC Cover Girls (ouvrage documentaire sur les personnages féminins de DC Comics)

## Personnages notables créés
- Puissance 4, cocréatrice June Brigman
- Apocalypse, cocréateur Jackson Guice
- Cable, cocréateur Rob Liefeld
- Clawster, cocréateur Jon Bogdanove
- Dazzler, cocréateurs Tom DeFalco, John Romita et Roger Stern
- Patricia "Trish" Tilby, cocréateur Jackson Guice
- Steel, cocréateur Jon Bogdanove
- X-Terminators cocréateur Jon Bogdanove
- Zero (membre notamment du groupe terroriste fictif du Front de libération mutant,  cocréateur Rob Liefeld

## Récompenses
En 1984, Power Pack de Louise Simonson remporte un Eagle Award dans la catégorie meilleur nouveau titre (Best New Title). En 1992, elle a remporté un prix Inkpot (Inkpot Award). En 2020, elle est élue à sa première nomination au temple de la renommée Will Eisner, le principal temple de la renommée des comics.